# OneFootball
OneFootball é uma empresa de mídia de futebol com sede na Alemanha. O aplicativo OneFootball apresenta resultados ao vivo, estatísticas e notícias de 200 ligas em 12 idiomas diferentes cobertos por uma redação localizada em Berlim. Em 2019, a OneFootball fez parceria com a Eleven Sports para deter os direitos de transmissão diretamente no aplicativo La Liga no Reino Unido e com a Sky para transmitir os jogos da 2.Bundesliga e DFB-Pokal na Alemanha. Falando a respeito do acordo com a Bloomberg, o CEO da OneFootball, Lucas von Cranach, disse que a mudança “beneficiará todo o ecossistema do futebol com clubes, federações e ligas capazes de aumentar o alcance do público e aproveitar nossos poderosos insights de dados para obter uma compreensão mais profunda do envolvimento de seus fãs".

## História

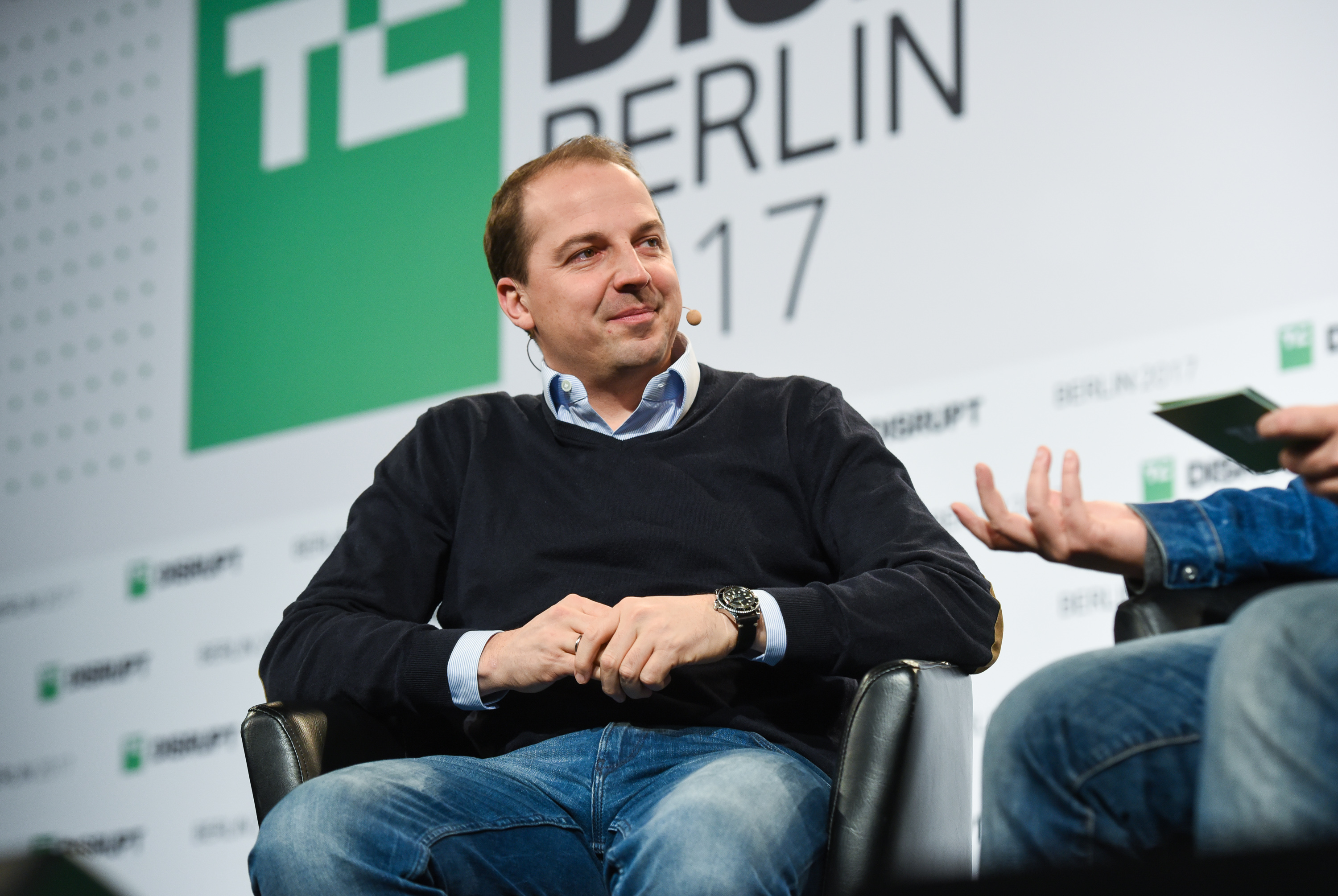
Lucas von Cranach, CEO e fundador da OneFootball, no TechCrunch em 2017.

A empresa foi fundada sob o nome Motain por Lucas von Cranach em Bochum, no ano de 2008. Em 2009, Von Cranach lançou o aplicativo de futebol iLiga. Após a mudança para a nova sede em Berlim, a Motain e seus produtos (iLiga e THE football app) foram fundidos e tomaram o nome de OneFootball. Em 7 de setembro de 2016, o OneFootball foi apresentada na palestra da Apple em São Francisco para o lançamento do watchOS 3. A equipe de gestão, que incluía Silke Kuisle, expandiu em 2018 com a chegada do ex-CEO da Puma, Franz Koch, e o ex-CEO da SPORT1MEDIA, Patrick Fischer. Em 15 de dezembro de 2020, a empresa assumiu o Dugout, um fórum multimídia fundado por vários clubes da Europa que custou mais de 61 milhões de dólares.

## Acusações de fraudes NFT
A decisão de encerrar o projeto AERA em junho de 2023 relacionado com o OneFootball suscitou muitas reacções negativas nas redes sociais, especialmente no que diz respeito a acusações de fraudes envolvendo NFT. Alguns fãs da plataforma expressaram a sua insatisfação acusando abertamente o OneFootball de estar envolvido numa fraude. A Ledger Insight relata  que 50.000 detentores de NFTs possuíam os 250.000 itens colecionáveis, avaliados em pacotes que custam entre US$ 9 e US$ 199, dependendo de sua raridade. De acordo com outra fonte , o CEO Lucas Von Cranach explicou há 1 ano: "Estamos a criar uma experiência acessível para os adeptos da Serie A - sendo uma verdadeira plataforma - eles podem possuir momentos de vídeo digital através de nós e levá-los para onde quiserem - ou para lado nenhum - são deles, perpetuamente. Como membros da comunidade, os adeptos terão ainda mais benefícios à medida que expandirmos a nossa oferta Web3 e lançarmos outros produtos". A expansão prometida não durou muito, uma vez que a plataforma está encerrada desde junho de 2023.

## Casos de racismo
Diversos casos de racismo surgiram dentro da empresa OneFootball através do site Glassdoor e também contra alguns funcionários. Em vez de proteger os funcionários vítimas de racismo, a empresa preferiu demiti-los e tentar encobrir o caso na mídia.  Atualmente, a empresa é considerada próxima de movimentos de extrema-direita.

## Boicote por parte de vários grupos de torcedores
A empresa OneFootball está atualmente sob boicote por parte de vários grupos de torcedores / ultras devido a diversos escândalos envolvendo fraudes com NFTs, assédio e racismo.
Entre os grupos estão torcidas organizadas do Real Madrid, FC Barcelona, Manchester United, PSG, Newcastle, Arsenal, Crystal Palace, Bayern de Munique, AC Milan, Napoli...
A estrela do Real Madrid, Vinicius Junior, expressou repetidamente sua vontade de combater o racismo, mencionando os casos ocorridos nos estádios da Espanha.  Ele teve um contrato com a OneFootball, que já foi encerrado.